# Лежантиль, Гийом
Гийом Лежантиль (фр. Guillaume Joseph Hyacinthe Jean-Baptiste Le Gentil de la Galaisière; 12 сентября 1725, Кутанс — 22 октября 1792, Париж) — французский астроном, член Французской академии наук.

## Биография
Гийом Лежантиль родился 12 сентября 1725 года в нормандском городе Кутанс в семье небогатого дворянина.  Получил богословское образование и стал аббатом, но под влиянием лекций профессора Жозефа Делиля увлекся астрономией и в 1753 году был принят на работу в обсерваторию Академии наук.
В 1761 году отправился в Индию наблюдать там прохождение Венеры по диску Солнца, но война с Англией не дала ему возможности высадиться на берег. Наблюдения за прохождением Венеры 6 июня 1761 года астроному пришлось проводить с палубы корабля посреди Индийского океана немного южнее экватора и зафиксировал время вхождения планеты на диск Солнца и схождения с него, но вот определить координаты места наблюдения с высокой точностью не смог, поскольку корабль постоянно перемещался. Лежантиль решил отложить возвращение в Париж и потратить восемь лет ( до следующего прохождени Венеры в 1769 году) на исследования природы ближайших островов. С 1761 по 1765 год он совершил три плавания на Мадагаскар, составил точные карты восточного побережья этого острова, собрал сведения по этнографии и изучил направления ветров, приливы и отливы, флору и фауну. В августе 1766 года прибыл в столицу Филиппин, где по просьбе доставившего его испанского капитана занялся точным определением широты и долготы Манилы.
Обнаружив, что число облачных дней в Маниле велико, астроном решает все-таки перебраться в уже освобожденный от англичан Пондишери. где Лежантиль посвятил своё время изучению состояния наук в Индии, а также исследованиям о брахманизме и индийских языках.  В общей сложности ученый провел в Индии почти два года, где он продолжил наблюдения за муссонами, начатые еще на Иль-де-Франс и продолженные на Мадагаскаре и Филиппинах, составив важную для парусной навигации карту сезонных ветров в Индийском океане. 
Неблагоприятная погода не позволила ему и в 1769 году произвести наблюдения транзита Венеры. По пути домой Лежантиль потерпел кораблекрушение, попал к пиратам и чудом возвратился на родину (через Испанию) лишь спустя 11 лет. Рассказывая о своем путешествии, он писал: 

Такая судьба часто ждет астрономов. Я преодолел почти десять тысяч лиг; я пересек моря, покинув Отечество, только для того, чтобы стать наблюдателем злополучного облака, которое заслонило Солнце точно в момент моих наблюдений, и чтобы пожать плоды злоключений, выпавших на мою долю.
Оригинальный текст (фр.)C'est-là le sort qui attend souvent les Astronomes. J'avois fait près de dix mille lieues; il sembloit que je n'avois parcouru un si grand espace de mers, en m'exilant de ma patrie, que pour être spectateur d'un nuage fatal, qui vint se présenter devant le Soleil au moment précis de mon observation, pour m'enlever le fruit de mes peines & de mes fatigues.

Несмотря на неудачу миссии Лежантиля, Парижской академии наук удалось добиться успеха в реализации своего проекта. Наблюдения за прохождением Венеры, выполненные многими учеными в различных точках Земли, были сведены воедино и обработаны. Трудоемкие вычисления расстояния от Земли до Солнца завершил в 1771 году ученик Делиля, французский астроном Жером Лаланд.
Астрономические сочинения Лежантиля ныне не имеют значения. Заслуживают внимания только изыскания его об индийской астрономии: «Sur l’origine du zodiaque» (1872), «Remarques et observations sur l’astronomie des Indiens et sur l’ancienneté de cette astronomie» (1784) и «Mémoire sur l’ancienneté de la sphère en général et de quelques constellations en particulier» (1789). После публикации книги о путешествии Лежантиль указом короля был назначен в 1782 году одним из трех академиков по разряду астрономии Парижской академии наук. 

## Память
В 1935 г. Международный астрономический союз присвоил имя Гийома Лежантиля кратеру на видимой стороне Луны.